# Trachylepis bocagii
Trachylepis bocagii (сцинк Бокаже) — вид сцинкоподібних ящірок родини сцинкових (Scincidae). Ендемік Анголи. Вид названий на честь португальського зоолога Жозе Вісенте Барбози ду Бокаже.

## Поширення і екологія
Сцинки Бокаже широко поширені на північному заході Анголи. Вони живуть в сухих і вологих саванах, на висоті від 100 до 1000 м над рівнем моря.